# Іван Реон
Іван Реон (народився 13 травня 1985) — валлійський актор і музикант. Він найвідоміший своїми ролями Саймона Белламі в серіалі Покидьки, Рамзі Болтона в серіалі HBO «Гра престолів» і гітариста Mötley Crüe Міка Марса у фільмі «Бруд» . Він також з'являвся в серіалах Vicious, Riviera та Inhumans .

## Раннє життя
Реон народився в Кармартені 13 травня 1985  в сім'ї Ейніра та Реон Томос.  Коли йому було п'ять років, його сім'я переїхала до Кардіффа .  Його старший брат, Алед, музикант; вони разом виступили на синглі 2015 року «Rhodd».  Реон відвідував Ysgol Gyfun Gymraeg Glantaf, валлійськомовну школу, де він почав зніматися в шкільних драматичних постановках у віці 17 років. Пізніше його помітив розвідник талантів у Національному Айстеддфоді Уельсу .

## Кар'єра

### Акторська

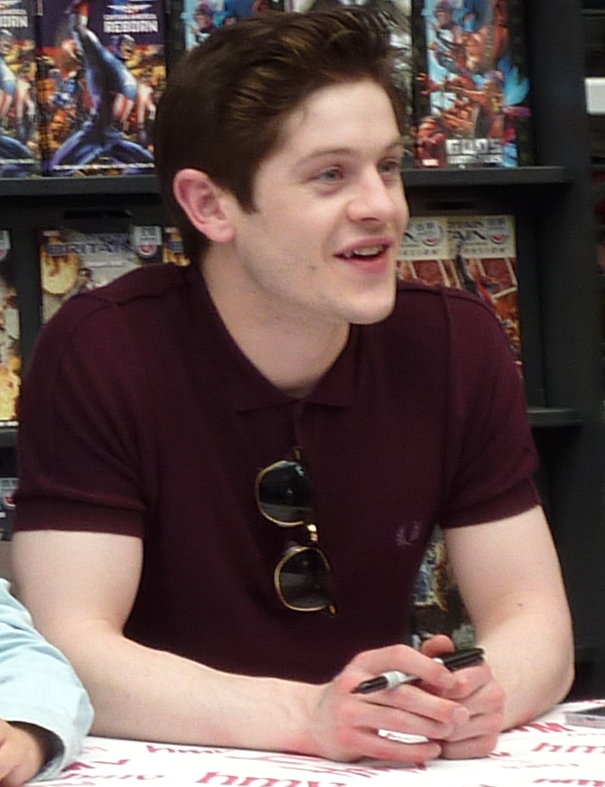
Реон в 2011 році

У 17 років Реон приєднався до серіалу валлійською мовою Pobol Y Cwm, де він виконав роль Максена Уайта, але згодом пішов навчатися в Лондонській академії музики та драматичного мистецтва.  Його перша помітна сценічна роль була у виставі «Вісім миль заввишки», яка була поставлена в 2008 році в театрі Royal Court у Ліверпулі. Також у 2008 році його взяли на роль Моріца Штіфеля в лондонській постановці рок-мюзиклу «Весняне пробудження», який отримав премію Тоні.  Він грав цю роль із січня 2009 року в Lyric Hammersmith і продовжив, коли шоу було перенесено в Novello Theatre, до його закриття в травні 2009 року, на п'ять місяців раніше запланованого. Він отримав номінацію на премію What's on Stage Award за найкращу чоловічу роль другого плану в мюзиклі, яку зрештою виграв Олівер Торнтон (Прісцілла, королева пустелі). За свою гру він здобув нагороду за найкращу чоловічу роль другого плану в мюзиклі на церемонії вручення премії Олів'є 2010 року. 
Відразу після Весняного пробудження Реона взяли на участь у шоу Покидьки каналу E4, яка здобула нагороду BAFTA і була описана журналом 247 як «суміш скінів і героїв». Він грає нервового, сором'язливого Саймона Белламі, який отримує суперздатність невидимості та передбачуваності в сезоні 3.  20 грудня 2011 року Реон оголосив через Twitter, що покинув шоу разом із колегою по акторському складу Антонією Томас. 
У 2011 році він також з'явився в останньому епізоді «Таємного щоденника дівчини за викликом» . 2011 року він був номінований на «Золоту німфу» в категорії «Видатний актор – драматичний серіал» за роль у фільмі «Невдахи» . Реон також двічі з'явився в ролі гостя в ролі Бена Теодора в комедії Саймона Амстелла «Бабусин дім» .  На початку 2012 року Реон зняв кримінальну драму про пограбування The Rise . Навесні 2012 року він почав знімати «Лібертадор» у Венесуелі та Іспанії. Він грає Деніела О'Лірі. У травні 2012 року було оголошено, що він підписав контракт на сувору драму Driven. 2013 року Реон отримав роль лиходія-психопата Рамзі Болтона в серіалі HBO «Гра престолів». У коментарі до DVD третього сезону серіалу продюсери Девід Беніофф і Д. Б. Вайс згадали, що Реон раніше пробувався на роль Джона Сноу, але програв Кіту Харінгтону, з яким Реон підтримує тісні дружні стосунки. Він зіграв Еша Вестона в ситкомі ITV Vicious з 2013 по 2016 рік.
У 2013 році Реон зіграв головну роль у філософській радіоспектаклі Darkside, заснованій на темах альбому Pink Floyd The Dark Side of the Moon.  У вересні 2014 року Реон приєднався до акторського складу серіалу BBC One «Наша дівчина» в ролі Ділана «Смурфа» Сміта. 2017 року було оголошено, що Реон взяла участь у серіалі ABC Inhumans.  Реон зіграв гітариста Mötley Crüe Міка Марса у фільмі «Бруд» 2019 року.  У 2023 році він зняв телесеріал BBC Men Up про перші клінічні випробування препарату Віагра, які відбулися в Свонсі в 1994 році. 

### Музична кар'єра
Пишучи пісні та співаючи з 16 років, Реон був головним вокалістом The Convictions, поки не залишив групу, щоб продовжити свою акторську кар’єру. 2010 року він записав свою першу сольну роботу, Tongue Tied EP, у RAK Studios у Лондоні , продюсерами якої були Джонатан Куармбі та Кевін Бейкон.  EP, реліз із чотирма треками з акустичною гітарою та голосом, вийшов у цифровому вигляді у червні 2010 року.
Він повернувся до RAK Studios у квітні 2011 року, щоб записати свій другий міні-альбом Changing Times, який знову спродюсували Квормбі та Бейкон із додаванням трьох акомпануючих музикантів. Changing Times вийшов 10 жовтня 2011 року  7 квітня 2013 року Rheon випустив свій третій EP Bang! Bang! і 9 квітня 2013 року випустив кліп на заголовний трек.
Реон записав свій перший альбом Dinard на RAK Studios у Лондоні та Tŷ Cerdd Studios в Уельсі. Альбом вийшов у квітні 2015 року, а продюсерами виступили Джеймс Кларк і Джим Анвін. «Самофінансована колекція емоційних фолк-поп-пісень, записаних протягом кількох років» , назва альбому відноситься до Дінара, міста у Бретані, Франція, де Реон познайомився з Зої Ґрізедейл, яка була його дівчиною під час випуск альбому.  Музичний журналіст Ніл МакКормік описав альбом як «захоплюючу колекцію примхливих, інтроспективних пісень, усі написані Реоном, який спритно грає на акустичній гітарі та співає виразним, суворим голосом». 

## Особисте життя
Реон вільно володіє валлійською та англійською мовами, причому валлійська є його рідною мовою.  Він живе в Лондоні, має сина, який народився в серпні 2018 року.   Мати його сина - Зої Грізедейл.

## Фільмографія

### Кіно
| рік      | Назва                           | Роль          | Примітки                             |
| -------- | ------------------------------- | ------------- | ------------------------------------ |
| 2011 рік | опір                            | Джордж        |                                      |
| 2011 рік | Дикий Білл                      | таблетки      |                                      |
| 2012 рік | Зростання                       | Демпсі        | знаний як пустка в Північній Америці |
| 2012 рік | Євангеліє від нас               | себе          | Музичний виконавець                  |
| 2013 рік | Лібертадор                      | Деніел О'Лірі |                                      |
| 2015 рік | Пісня русалки                   | Рендалл       |                                      |
| 2016 рік | Інопланетне вторгнення: S.U.M.1 | SUM1          |                                      |
| 2017 рік | Дейзі Вінтерс                   | Дуг           |                                      |
| 2018 рік | Ураган: 303 ескадрилья          | Ян Цумбах     | знаний як Місія Пошани в США         |
| 2019 рік | Берлін, я люблю тебе            | Грег          | Сегмент: "Посольство"                |
| 2019 рік | Бруд                            | Мік Марс      |                                      |
| 2021 рік | The Toll                        | Дом           | знаний як Tollbooth у США            |
| Варвари  | Адам                            |               |                                      |
| 2022 рік | Чарівна флейта                  | Папагено      |                                      |
| 2022 рік | Придушення                      | TBA           |                                      |

### Телебачення
| рік            | Назва                                | Роль                                         | Примітки                                              |
| -------------- | ------------------------------------ | -------------------------------------------- | ----------------------------------------------------- |
| 2002–2004 роки | Pobol y Cwm                          | Максен Вайт                                  |                                                       |
| 2006 рік       | Caerdydd                             | Даніель                                      |                                                       |
| 2009–2011 роки | Покидьки                             | Саймон Белламі                               | Головна роль (1-3 серії)                              |
| 2010 рік       | На підході                           | Лука                                         | 1 епізод                                              |
| 2010–2012 роки | Бабусин дім                          | Бен Теодор                                   | 2 епізоди                                             |
| 2011 рік       | Таємний щоденник дівчини за викликом | Льюїс                                        | 1 епізод                                              |
| 2013–2016 роки | Гра престолів                        | Рамзі Болтон                                 | Повторювана роль (3 сезон); головна роль (4-6 сезони) |
| 2013–2016 роки | Порочний                             | Еш Вестон                                    | Головна роль                                          |
| 2014 рік       | Наша дівчина                         | Ділан «Смурф» Сміт                           | Головна роль (1 серія)                                |
| 2014 рік       | Під молочним лісом                   | Еванс Смерть                                 | 1 епізод                                              |
| 2015 рік       | Залишок                              | Йонас Флак                                   | 3 епізоди                                             |
| 2016 рік       | Зелена Лощина                        | Сем Найт                                     | Телевізійний фільм                                    |
| 2017 рік       | Міські міфи                          | Адольф Гітлер                                | 1 епізод                                              |
| 2017 рік       | Рив'єра                              | Адам Кліос                                   | Повторювана роль (серія 1)                            |
| 2017 рік       | Нелюди                               | Максимус                                     | Головна роль                                          |
| 2017 рік       | Сім'янин                             | Джордж Гаррісон / Джон Леннон / Диктор рингу | роль голосу; епізод: "Petey IV"                       |
| 2019 рік       | ПТСР: Війна в моїй голові            | Оповідач                                     |                                                       |
| 2020 рік       | Спеціальна школа                     | Оповідач                                     |                                                       |
| 2020 рік       | Сніговий павук                       | Голос Гвідіона                               |                                                       |
| 2021 рік       | Американські боги                    | Ліам Дойл                                    | Повторювана роль (сезон 3)                            |
| 2021 рік       | Принц                                | Принц Вільям                                 | Роль голосу                                           |
| 2021 рік       | Різдво номер один                    | Блейк Каттер                                 | Телевізійний фільм                                    |
| 2022 рік       | Світло в залі                        | Джо Прітчард                                 | знаний як Y Golau</link> валлійською                  |
| 2023 рік       | Вовк                                 | Моліна                                       | Повторювана роль - 6 епізодів                         |
| 2023 рік       | Чоловіки вгору                       | Меріг Дженкінс                               | Телевізійний фільм                                    |
| TBA            | Ті, хто збирається померти           | Тенакс                                       | Майбутня серія                                        |

### Радіо та аудіокниги
| рік      | Назва                  | Роль          | Примітки             |
| -------- | ---------------------- | ------------- | -------------------- |
| 2013 рік | Темна сторона          | Хлопець       | радіо; голосова роль |
| 2018 рік | Чарівники та роботи    | Оповідач      | Аудіокнига: пролог   |
| 2021 рік | Мандрівний замок Хаула | Чарівник Хаул | радіо; голосова роль |

### Відео ігри
| рік            | Назва                   | Роль голосу              | Примітки    |
| -------------- | ----------------------- | ------------------------ | ----------- |
| 2014–2015 роки | Гра престолів           | Рамзі Сноу               | Роль голосу |
| 2021 рік       | Total War: Warhammer II | Повелитель звірів Ракарт | Роль голосу |

## Сцена
| рік      | Назва                  | Роль          | Примітки                                 |
| -------- | ---------------------- | ------------- | ---------------------------------------- |
| 2008 рік | Висота восьми миль     | Ал            | Королівський придворний театр, Ліверпуль |
| 2009 рік | Весняне пробудження    | Моріц Штіфель | Лірика Хаммерсміт                        |
| 2010 рік | Диявол всередині нього | Хью Проссер   | Національний театр Уельсу                |
| 2011 рік | День пам'яті           | Льоша         | Королівський придворний театр            |
| 2018 рік | Лисошукач              | Вільям Блур   | Театр «Амбасадори».                      |

## Дискографія

### ЕР
- Tongue Tied EP (2010)
- Changing Times EP (2011)
- Bang, Bang! EP (2013)

### Студійні альбоми
- Dinard (2015)

1. ↑  Person Profile // Internet Movie Database — 1990.
2. ↑  Filmportal.de — 2005.
3. ↑  MAK
4. ↑  http://www.wetpaint.com/game-of-thrones/iwan-rheon
5. 1 2  https://web.archive.org/web/20111022061038/http://www.channel4.com/info/press/news/misfits-iwan-rheon-plays-simon — Channel 4, 2011.
6. ↑  Iwan Rheon. TVGuide.com. Процитовано 28 вересня 2015.
7. ↑  Urdd Gobaith Cymru / Urdd Executive Committee. Urdd.cymru. Архів оригіналу за 6 жовтня 2018. Процитовано 20 липня 2020. [Архівовано 2018-10-06 у Wayback Machine.]
8. 1 2 3 4  Ben Bryant (11 травня 2010). Iwan Rheon Interview. Buzz.co.uk.
9. ↑  Rhodd – Iwan Rheon and Aled Rheon – Welsh Rock For Refugees. Welsh Rock For Refugees. 10 вересня 2015. Архів оригіналу за 19 вересня 2015. Процитовано 19 жовтня 2015. [Архівовано 2015-09-19 у Wayback Machine.]
10. 1 2  Keith Watson (9 листопада 2010). Misfits' Iwan Rheon: 'If I were invisible, I'd spy on David Cameron.'. Metro.co.uk.
11. ↑  @iwanrheon (20 грудня 2011). Thanks for all the comments and support. I'm so grateful for the opportunity that MisFits gave me and all the fun that i had with the cast... (Твіт) — через Твіттер. {{Cite tweet}}: Розбіжність дати в параметрах |date= / |number= (довідка)
12. ↑  Pink Floyd album inspires Sir Tom Stoppard radio play. BBC. 28 березня 2013. Процитовано 24 серпня 2013.
13. ↑  'Game of Thrones' Grad Iwan Rheon to Star in Marvel's ABC Drama 'Inhumans'. Hollywoodreporter.com. 21 лютого 2017.
14. ↑  Blabbermouth (2 грудня 2018). MÖTLEY CRÜE Biopic 'The Dirt' To Arrive In March. Blabbermouth.net. Процитовано 8 березня 2019.
15. ↑  Ritman, Alex (1 березня 2023). Viagra Trial Drama 'Men Up' Coming to BBC From Russell T. Davies, 'Industry' Writer, 'It's a Sin' Producer. Hollywood Reporter. Процитовано 24 травня 2023.
16. ↑  Live Music. The Bedford. 29 грудня 2010. Архів оригіналу за 7 травня 2012. Процитовано 3 жовтня 2011. [Архівовано 2012-05-07 у Wayback Machine.]
17. ↑  BACON & QUARMBY. Alan Cowderoy Management. Архів оригіналу за 4 грудня 2007. Процитовано 2 лютого 2012. [Архівовано 2007-12-04 у Wayback Machine.]
18. ↑  Iwan Rheon. The Monto. Процитовано 2 лютого 2012.
19. 1 2  Game of Thrones actor Iwan Rheon hoping for a hit with his debut album. Walesonline.co.uk. 25 квітня 2015. Процитовано 25 вересня 2019.
20. ↑  Game of Thrones actor Iwan Rheon: 'Bad guys don't think they're bad, do they?'. Telegraph.co.uk/. 4 квітня 2015. Процитовано 25 вересня 2019.
He is also recently been featured as voice actor for CA's Total Warhammer 2 FLC Legendary Lord Rakarth, a beast master of much renown for the Dark Elf roster.
21. ↑  Misfits:Iwan Rheon plays Simon. Channel4. 11 жовтня 2011. Архів оригіналу за 22 жовтня 2011. Процитовано 21 грудня 2022.
22. ↑  New father Iwan Rheon shrugs off sleepless nights for Foxfinder. Evening Standard. 14 вересня 2018. Процитовано 20 липня 2020.
23. ↑  Game of Thrones' Iwan Rheon urges Future Generations Commissioner for Wales to put nature first. 19 грудня 2019. Процитовано 15 січня 2023. I want to be able to share that Wales with my son – one full of nature.
24. ↑  BBC releases first look imagery for new crime thriller series Wolf. bbc.co.uk/mediacentre. Процитовано 16 лютого 2023.

## Зовнішні посилання
- Іван Реон на сайті IMDb (англ.)